# ロヒニ (人工衛星)
ロヒニ、ローヒニー（Rohini）はインド宇宙研究機関によって打ち上げられた4機の人工衛星に与えられた名前。ロヒニシリーズの4機すべてがサティシュ・ダワン宇宙センターからSLVによって打ち上げられ、その内3機は軌道投入に成功した。

## RTP
ロヒニ・テクノロジー・ペイロード（Rohini Technology Payload）は35kgのスピン安定型試験用人工衛星で、電力は3W。1979年8月10日に打ち上げられた。衛星にはロケットをモニターする装置が搭載されていた。SLVの部分的成功(partially successful)によって衛星は予定軌道には達しなかった。

## RS-1
RS-1は35kgのスピン安定型試験用人工衛星で、電力は16W。1980年7月18日に打ち上げられ、軌道傾斜角44.7°、高度305 x 919kmの軌道投入に成功した。衛星はSLVの4段目のデータを提供した。軌道寿命は20ヶ月だった。

## RS-D1
RS-D1は38kgのスピン安定型試験用人工衛星で、電力は16W。1981年5月31日に打ち上げられた。ロケットの部分的成功により予定された高度には達せず、わずか9日の軌道寿命だった。軌道傾斜角は46°、高度は186 x 418km。衛星にはリモートセンシング用の固体カメラが搭載されていた。

## RS-D2
RS-D2は41.5kgのスピン安定型試験用人工衛星で、電力は16W。1983年4月17日に高度371 x 861km、軌道傾斜角46°の軌道に投入された。衛星は17ヶ月間運用され、メインペイロードのセンサーカメラで2500枚以上の写真を撮影した。カメラの領域は可視領域と赤外線領域。1990年4月19日に大気圏再突入した。